# Napalm Death

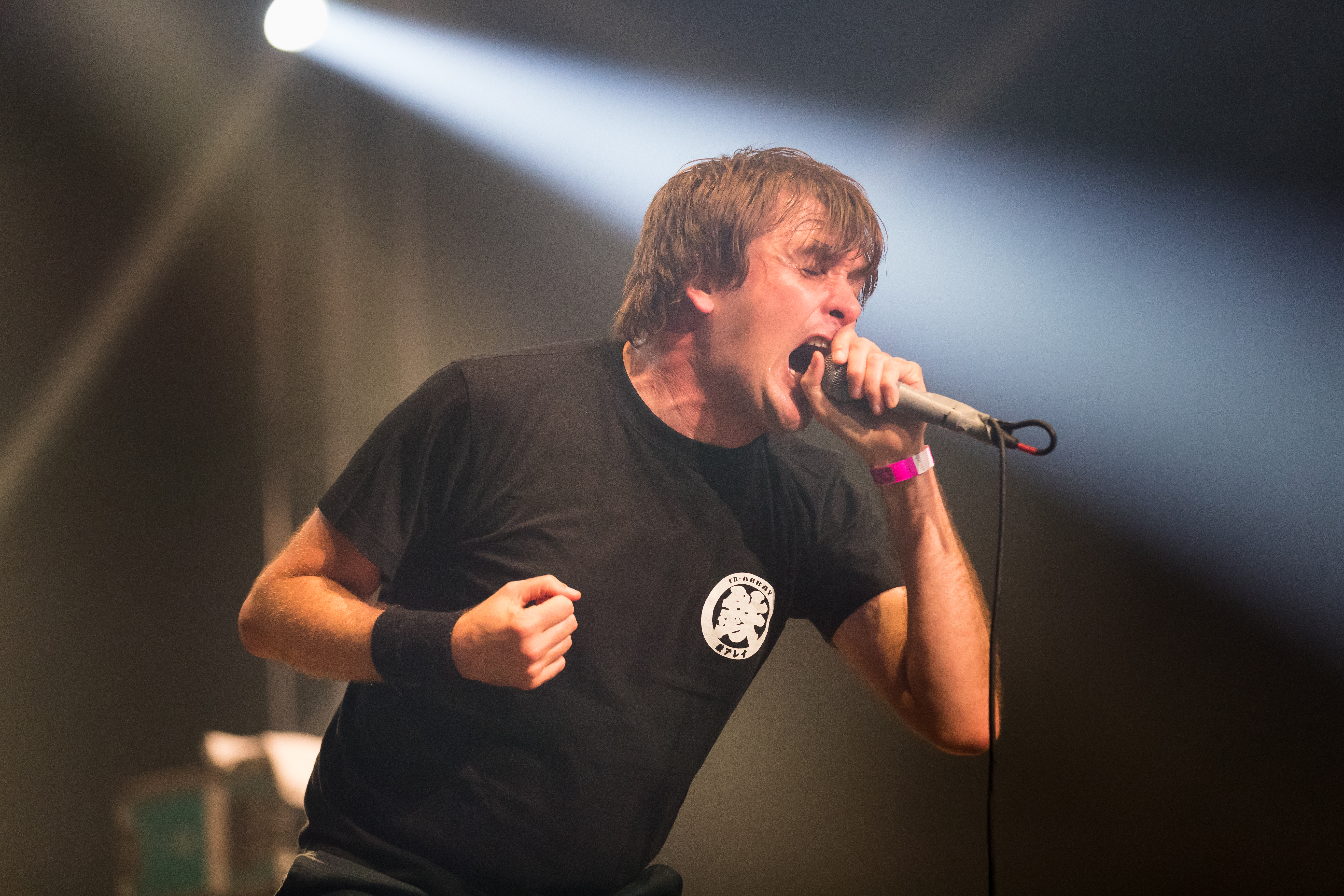
Barney Greenway

Napalm Death je britsko-americká grindcorová skupina, která jako jedna z prvních kapel začala hrát styl grindcore (1987).[zdroj?] Založila ji dvojice Nicholas Bullen a Miles Ratledge poblíž anglického Birminghamu. Kapela je jednou z hlavních představitelů hudebního stylu grindcore, který definovala skloubením dvou stylů crust a hardcore punk.

## Diskografie

### Studiová alba
- 2020 – Throes of Joy in the Jaws of Defeatism
- 2015 – Apex Predator – Easy Meat
- 2012 – Utilitarian
- 2009 – Time Waits for No Slave
- 2006 – Smear Campaign
- 2005 – The Code Is Red... Long Live The Code
- 2002 – Order Of The Leech
- 2000 – Enemy Of The Music Business
- 1998 – Words From The Exit Wound
- 1997 – Inside The Torn Apart
- 1996 – Diatribes
- 1994 – Fear, Emptiness, Despair
- 1992 – Utopia Banished
- 1990 – Harmony Corruption
- 1988 – From Enslavement To Obliteration
- 1987 – Scum

### EP
- 1988 – The Peel Session
- 1988 – The Curse
- 1989 – Double Peel Session
- 1989 – Mentally Murdered
- 1990 – Suffer The Children
- 1991 – Mass Appeal Madness
- 1992 – The World Keeps Turning
- 1993 – Nazi Punks Fuck Off
- 1995 – Greed Killing
- 1997 – Breed To Breathe

### Splits
- 1989 – Napalm Death/S.O.B. split 7"
- 1997 – In Tongues We Speak (Napalm Death/Coalesce)
- 2005 – Tsunami Benefit (Napalm Death/Heaven Shall Burn/The Haunted)
- 2012 – Converge/Napalm Death
- 2013 – Napalm Death/Insect Warfare
- 2015 – Phonetics Of The Stupefied (Napalm Death/Voivod)
- 2015 – An Extract (Strip It Clean) (Napalm Death/Heaven Shall Burn)

### Dema
- 1985 – Hatred Surge (Demo)
- 1986 – From Enslavement to Obliteration (Demo)
- 1986 – Scum (Demo)